# O2 (Odense)
De O2 of Ringvej 2 (Nederlands: Ringweg 2) is een ringweg om de Deense stad Odense. De O2 is de binnenste ringweg van de stad en vormt een bijna complete ring. Alleen in het noorden, bij de haven van Odense is een onderbreking.
Het oostelijke deel van de O2 bestaat uit vier rijstroken verdeeld over twee rijbanen (2x2). Op het zuidelijke deel ontbreekt de middenberm en heeft de weg vier rijstroken op slechts één rijbaan (1x4). Het westelijke deel bestaat uit twee rijstroken (1x2).